# Petasites hybridus
Petasites hybridus es una planta herbácea perenne de la familia de las asteráceas, nativa de Europa y del norte de  Asia. 

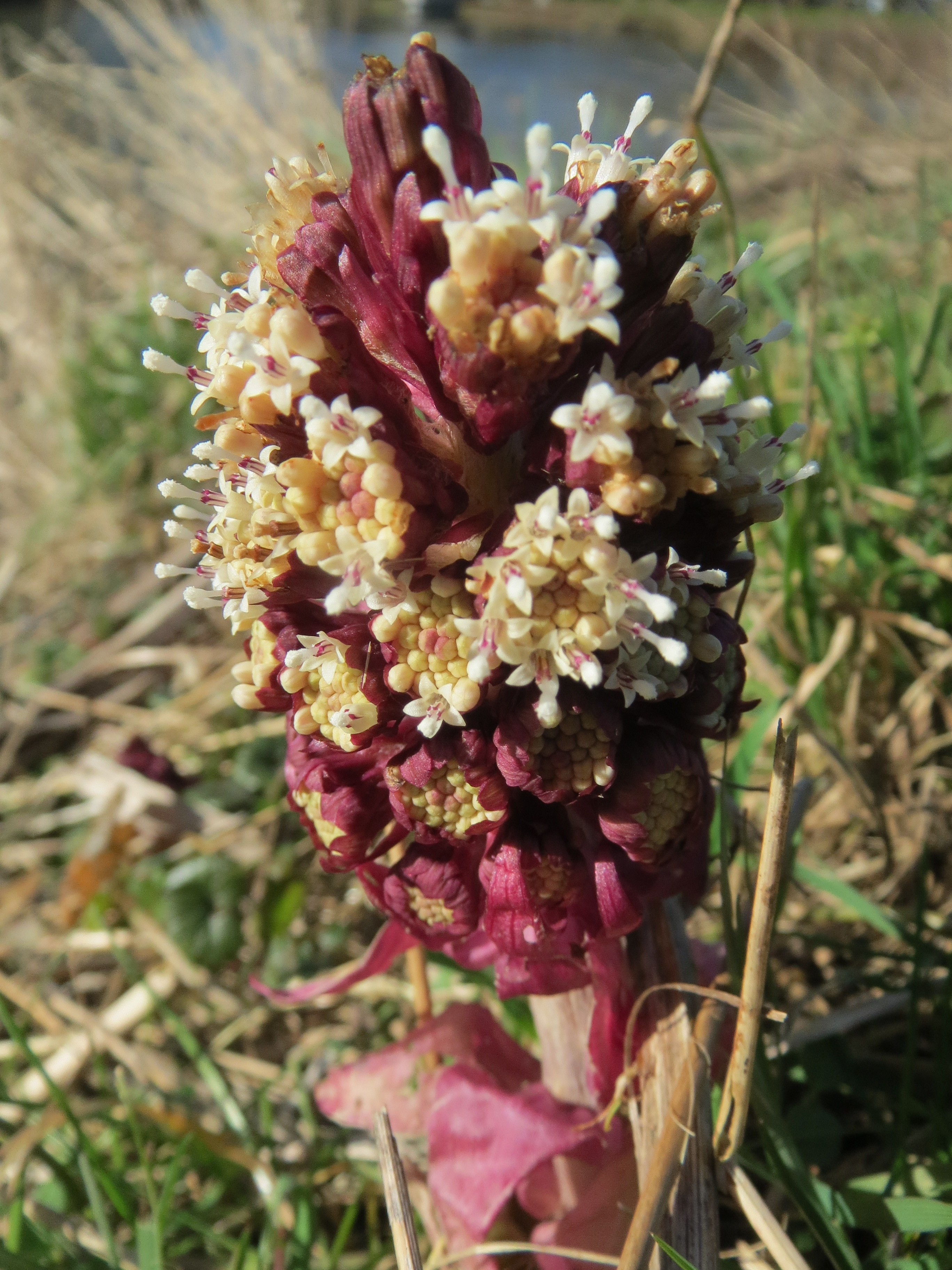
Inflorescencia

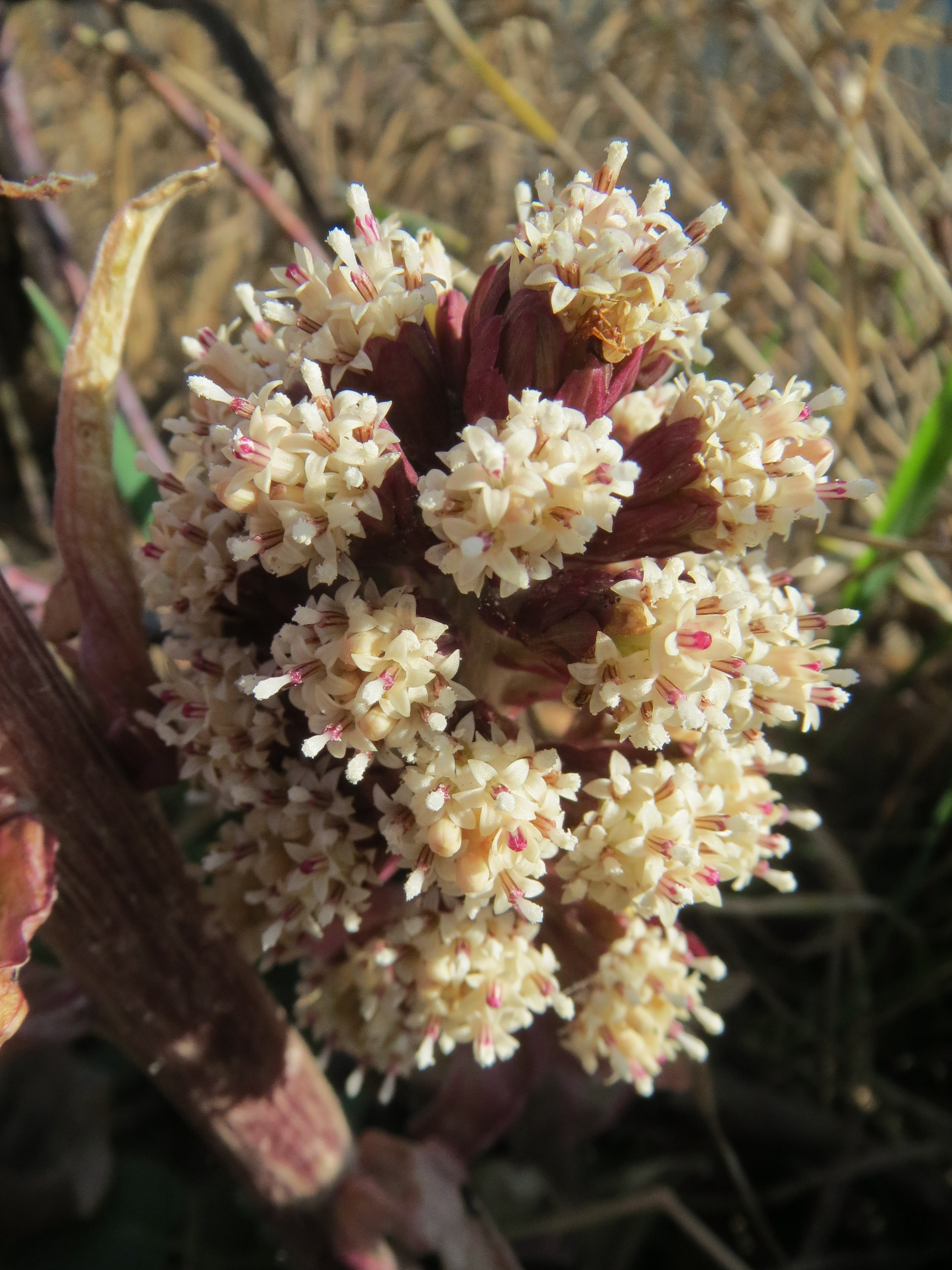
Flores

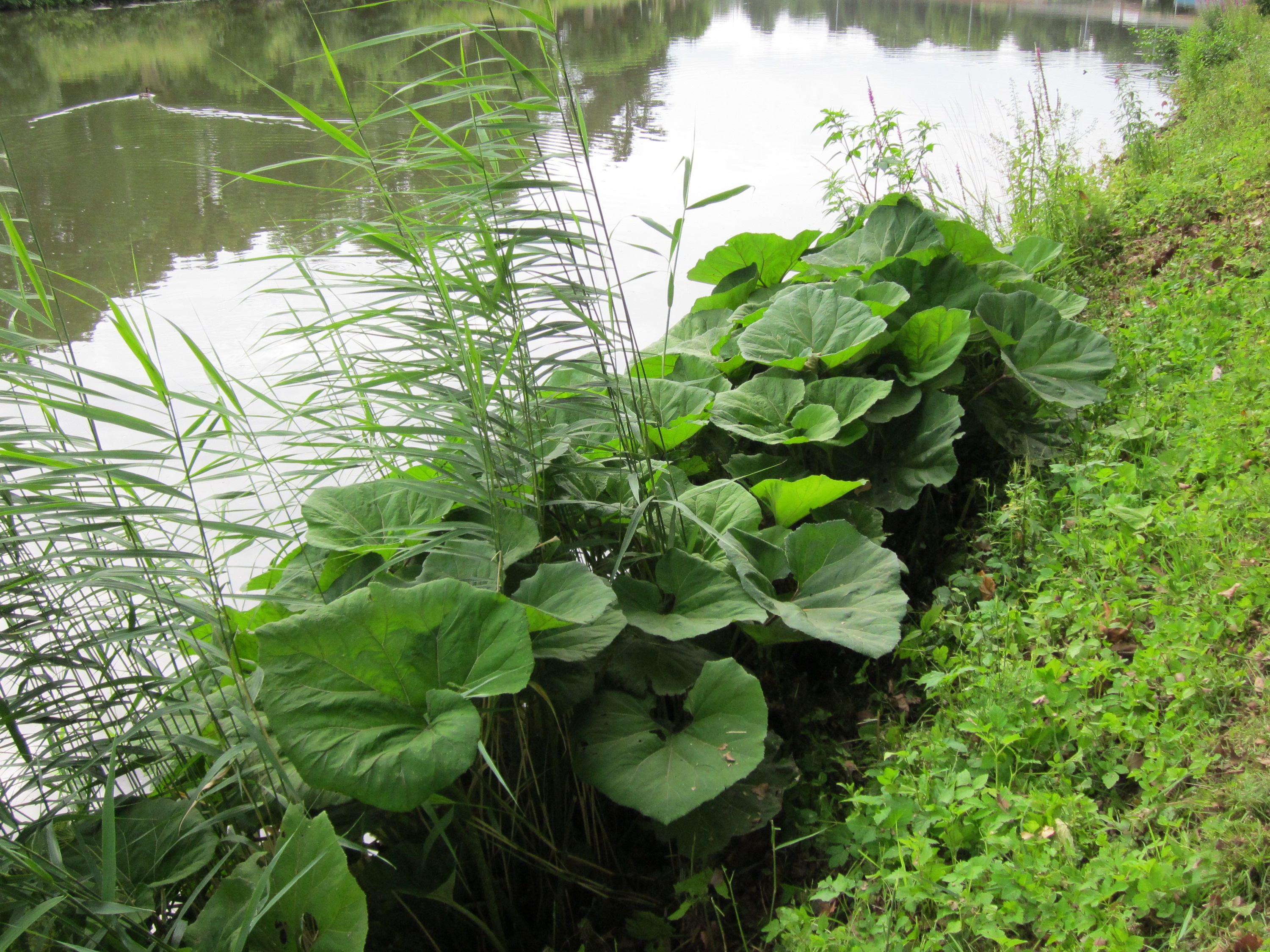
Vista de la planta

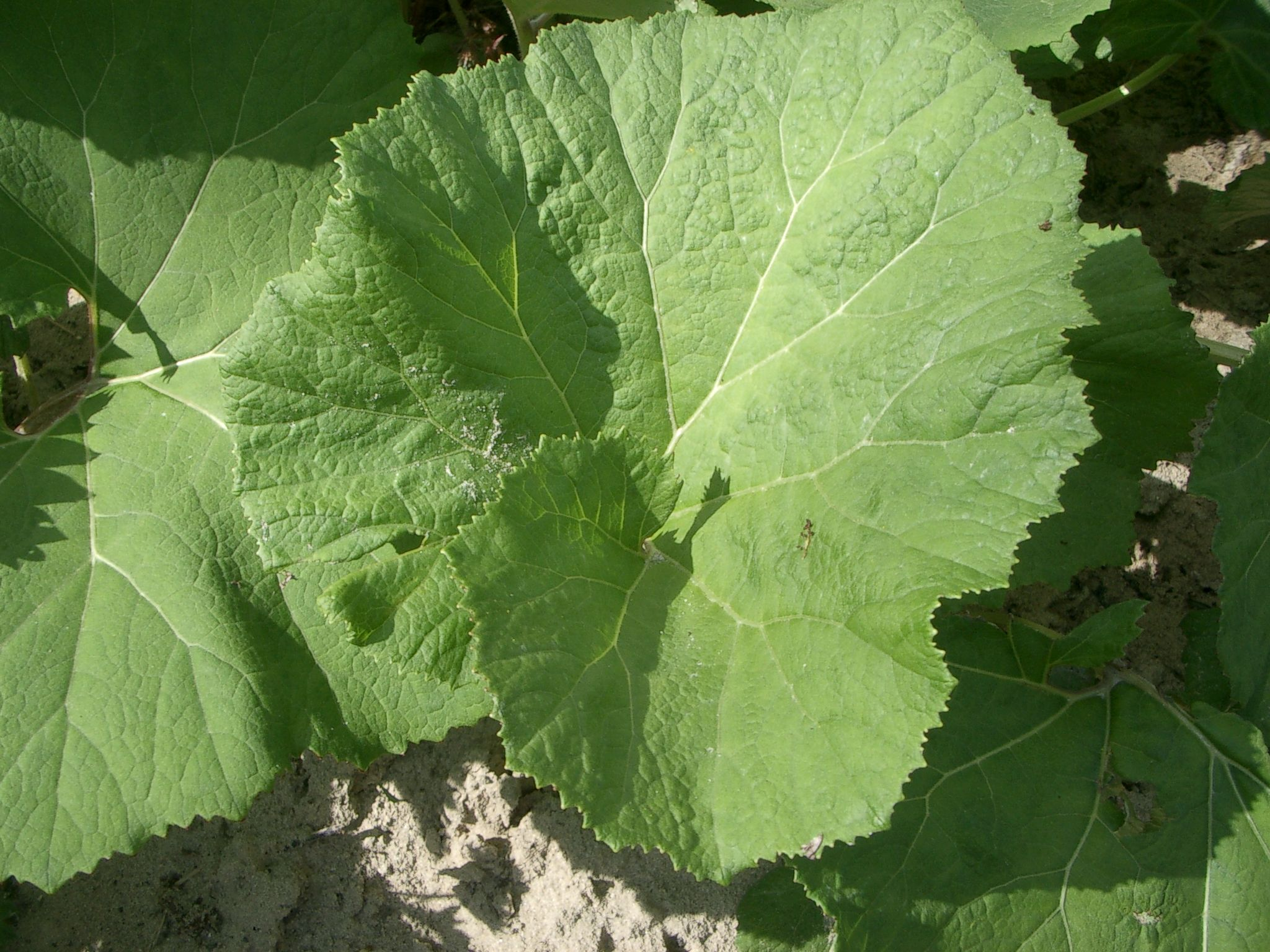
Hoja

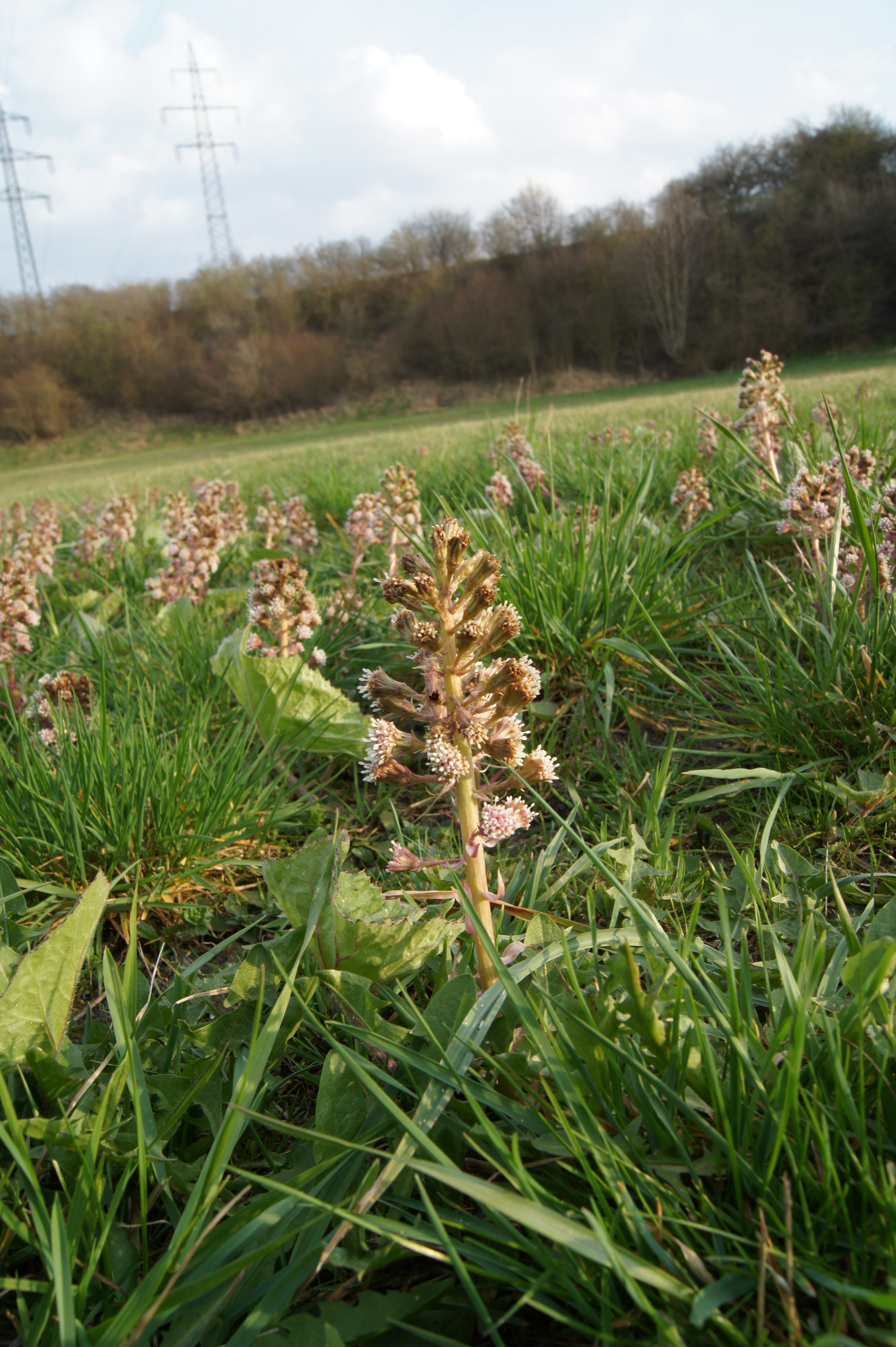
En su hábitat

## Características
Es una planta herbácea perenne que puede llegar a tener unas dimensiones de 1 metro. Destaca su rizoma, que es muy desarrollado. Las hojas son basales y aparecen después de la floración, tienen un peciolo muy largo y pueden llegar a medir 30 cm de longitud.  Las hojas son grandes y redondeadas de 40-70 cm, dispuestas en un tallo de  unos 80-120 cm. Sin estípulas,  alternas, con el margen ligeramente aserrado y la forma del limbo cordiforme.  La nervaduras es palmada.
Las flores de un color rosa pálido, se producen a principios de primavera, antes que aparezcan las hojas. Las inflorescencias están en capítulo. A la vez, estos capítulos se disponen formando un racimo. Las inflorescencias masculinas se secan rápidamente después de la floración, los capítulos están al principio muy compactos, pero más adelante las inflorescencias se vuelven más laxas.  Los capítulos masculinos tienen hasta 8 mm de largo, mientras que en las inflorescencias femeninas tienen aproximadamente 4 mm. En la base del capítulo se presentan unas brácteas estrechas y rojizas. También presentan un vilano.
El androceo está constituido por 5 estambres.  El gineceo es pluricarpelo con hasta 2 carpelos soldados.  Los frutos son aquenio de color rojizo.
La raíz, las hojas y principalmente el rizoma de esta planta se utilizan por sus virtudes medicinales. 
Ocasionalmente se conocen como Mosto pestilente

## Distribución
Es originaria de Europa central, extendiéndose desde las islas británicas hasta el Cáucaso, y desde el sur de Italia al norte hasta el sur de Escandinavia. Está presente como una especie introducida en América del Norte. En las islas británicas, las plantas hembra rara vez se encuentran fuera del centro y norte de Inglaterra, y la especie puede naturalizarse como poblaciones clonales fuera de esta área.: 810  propagándose a través de fragmentos de rizoma. Los hábitats preferidos son suelos húmedos y fértiles, a menudo junto a ríos, arroyos y praderas húmedas.

## Usos medicinales
- Potente espasmódico.
- Sedante
- Gastroprotector, antihipertensivo, mucolítico y expectorante.
- Acondicionador de la piel.
- Coadyuvante en el tratamiento de migraña

Se usa también como complemento dietético para combatir la tos (antitusivo), la bronquitis y la migraña.

## Acciones farmacológicas
En uso externo se ha utilizado tradicionalmente como cicatrizante. Es indicada para la tos irritativa, bronquitis, asma... Además, también va bien para las migrañas y las dismenorrea. Estados en los que se requiere un aumento de la diurésis: afecciones urinarias (cistitis, uretritis, oliguria , urolitiasis), hiperazotèmia, hiperuricèmia, gota, hipertensión arterial, edemas, sobrepresión acompañado de retención de líquidos.  Ansiedad, insomnio. Gastritis, úlcera gastroduodenal, espasmes gastrointestinals. Gastritis, úlcera gastroduodenal, espasmos gastrointestinales.  Tópicamente: heridas, ulceraciones tróficas.

## Toxicidad
Contiene alcaloides derivados de ornitina y lisina, concretamente alcaloides pirrolizidínicos. Pueden causar dolores abdominales, ascitis, pérdida de apetito, y un incremento considerable de los valores de las transaminasas en sangre y hepatomegalia.  Estos alcaloides actúan también como agentes mutógenos e inductores de tumores hepáticos.
Uso exclusivo por prescripción facultativa. Hay que tener en cuenta el contenido alcohólico del extracto fluido y de la tintura.
Contraindicado para el embarazo, lactancia, niños, pacientes con hepatopatías... debido a la presencia de alcaloides pirrolizidínicos (que pueden ser cancerígenos).

## Taxonomía
Petasites hybridus fue descrita por (L.) G.Gaertn., B.Mey. & Scherb. y publicado en Oekonomisch-Technische Flora der Wetterau 3(2): 184. 1802.
Etimología
Petasites: nombre genérico que deriva de la palabra griega petasos = "sombrero de ala ancha", en alusión a las grandes hojas de la planta.
hybridus: epíteto latíno que significa "híbrido".
Variedad aceptada
- Petasites hybridus ochroleucus (Boiss. & A.Huet) Šourek

Sinonimia
- Cineraria hybrida Bernh.
- Petasites georgicus Manden.
- Petasites hybridus georgicus (Manden.) Toman
- Petasites officinalis Moench
- Petasites ovatus Hill
- Petasites pratensis Jord.
- Petasites vulgaris Desf.
- Petasites vulgaris Hill.
- Tussilago hybrida L.
- Tussilago petasites L.[6]

## Nombre común
- Castellano: pata de caballo, petasites, sombrera, sombrerera (4), sombrerillo, tusílago mayor, uña de asno, uña de caballo. (el número entre paréntesis indica las especies que tienen el mismo nombre en España)[7]